# Rodomonteur
Rodomonteur ist eine veraltete Bezeichnung für einen Aufschneider. Der Begriff leitet sich ab von dem französisch-italienischen Wort Rodomontade (Aufschneiderei, Großsprecherei), das sich auf den prahlenden Helden und König von Algier Rodomont (auch: Rodomonte) in den Roland-Epen der italienischen Dichter Boiardo (Verliebter Roland) und Ariosto (Der rasende Roland) bezieht. Eine Abwandlung ist das ebenfalls veraltete Verb rodomontieren (aufschneiden).

## Musikbeispiel
Georg Philipp Telemanns Suite h-moll für Solovioline, Streicher & b.c. (TWV 55:h4) endet mit einer „Rodomontade“.

## Zitat
Der Musikpublizist Bernard Grun beschrieb in seiner Kulturgeschichte der Operette den Komponisten Paul Abraham so: „Rodomonteur, Phantast, Epikureer; elegisch, depressiv, hypochondrisch; oberflächlich und ein Pedant; apodiktisch und ein Zweifler; lässig und ein Feuergeist.“